# Dinu Adameșteanu
Dinu Adameșteanu (Toporu, 25 marzo 1913 – Policoro, 21 gennaio 2004) è stato un archeologo rumeno naturalizzato italiano, pioniere e promotore dell'applicazione delle tecniche di aerofotografia e prospezione aerea nella ricerca e ricognizione archeologica.
Dal 1958 al 1964, fu direttore della Aerofototeca del Ministero della pubblica istruzione; fu professore, all'Università di Lecce, di Etruscologia e antichità italiche, di topografia dell'Italia antica oltre che direttore dell'Istituto di Archeologia, del Dipartimento di Scienze dell'Antichità, e della Scuola di specializzazione in Archeologia classica e medievale presso la medesima università.
Come funzionario statale, al vertice delle Soprintendenze di Basilicata e Puglia, si distinse per la tutela dalle aggressioni ai territori di interesse archeologico e per la creazione e lo sviluppo di una qualificata rete di musei, di rango nazionale, per promuovere una politica che vedesse l'esposizione dei ritrovamenti archeologici nei pressi dei siti archeologici originari.

## Biografia
Quinto di dieci figli di un pope della Chiesa ortodossa rumena, ricevette una formazione accademica al pari di tutti gli altri: suo fratello, il veterinario Ion Adameșteanu, è stato uno dei fondatori della scuola rumena di patologia veterinaria. Sua nipote è Gabriela Adameșteanu (n. 1942), figlia di Mircea (terzo dei dieci figli), affermata scrittrice rumena.

### La prima attività in Romania
Condusse i suoi primi scavi a partire dal 1935 sul Mar Nero, nel sito della colonia milesia di Histria, sotto la guida di Scarlat Lambrino, noto epigrafista e storico rumeno, professore universitario e socio corrispondente dell'Accademia Rumena, direttore degli scavi archeologici di Histria (1928-1940) e del Museo Nazionale di Antichità di Bucarest (1938-1940). In mancanza di evidenze archeologiche di superficie, il suo lavoro, già in quel primo periodo, si avvantaggiava dell'uso della fotografia aerea per l'individuazione dei resti, un metodo che egli avrebbe fatto approdare in Italia e che avrebbe continuato ad applicare in campagne di scavo da lui dirette, negli anni dal 1959-60, in Afghanistan, Israele (Cesarea marittima) e in altre aree mediorientali, sotto l'egida dell'Istituto Italiano per il Medio ed Estremo Oriente (Is.M.E.O, oggi Is. I.A.O.-Istituto Italiano per l'Africa e l'Oriente).

### Attività in Italia
Trasferitosi dalla Romania in Italia nel 1939, divenne membro (1940-1942) e quindi bibliotecario (1943-1946) dell'Accademia di Romania a Roma.
A Roma si laurea con Gaetano De Sanctis, e stringe una lunga amicizia con il numismatico Attilio Stazio.
Lo scoppio della seconda guerra mondiale e l'evoluzione politica del suo paese in quegli anni avranno pesanti ripercussioni sulla sua vicenda biografica. Con la perdita della cittadinanza rumena, il suo status si trasforma in quello di profugo apolide: risale a questi tempi il primo incontro con Mario Napoli, anch'egli futuro archeologo, conosciuto all'interno del campo profughi di Bagnoli.

#### Sicilia
Alla fine del 1949, in uno stato di semi-clandestinità dovuto alla sua condizione di apolide, può continuare la sua attività di ricerca solo grazie alla benevolenza e alla disponibilità di amici e colleghi, da cui viene chiamato a partecipare alla ricerca archeologica in Sicilia. Il professor Luigi Bernabò Brea, Sovrintendente archeologico della provincia siracusana, lo invia a prender parte all'esplorazione dei siti di Siracusa e Leontini. In quest'ultima città, una serie di sondaggi permettono di individuare e portare poi alla luce le fortificazioni della polis siceliota, con mura che si sviluppano con spessori di 20 metri sulla collina di San Mauro e culminano a sud nella "Porta siracusana", citata da Polibio, portata alla luce proprio in quell'occasione.
In Sicilia, inoltre, su invito del dr. Pietro Griffo, soprintendente di Agrigento, viene chiamato a dirigere l'esplorazione di Butera e di Gela, che Adameșteanu compirà in stretta collaborazione con Pietro Orlandini, portando avanti, in particolare, negli anni dal 1951 al 1961, la ricerca nell'area dell'antica fortificazione siceliota, che portò al rinvenimento delle Mura Timoleontee nell'area di Caposoprano.
In questa fase Adameșteanu fa suo un tema culturale già caro a Vasile Pârvan, che nel suo Getica aveva posto l'accento sull'importanza dello studio dei rapporti tra colonizzatori greci e popolazioni indigene, un filone divenuto in seguito di grande attualità nella ricerca storica e archeologica.
(Liliana Giardino. Omaggio a Dinu Adameșteanu.)
I risultati della ricerca in Sicilia furono pubblicati, insieme con Orlandini, in tre volumi dedicati alla fortezza di Gela e all'antico territorio della colonia in "Notizie degli Scavi" della Accademia Nazionale dei Lincei e in altre riviste, come "Revue Archeologique", "Archeologia Classica", "Bollettino d'Arte".

#### La prospezione aerea e l'Aerofototeca del Ministero della Pubblica Istruzione

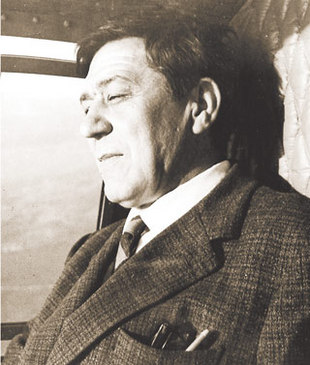
Adameșteanu, pioniere della prospezione archeologica aerofotografica, durante una ricognizione archeologica in elicottero nel 1966

In questo periodo continuò l'uso proficuo e pionieristico della prospezione aerea. L'opera di attento e paziente confronto tra le evidenze superficiali e le aerofotografie, gli permetterà di individuare "un gran numero di antichi abitati talora noti solo attraverso le fonti, altre volte assolutamente sconosciuti".
Si servirà inoltre di quelle tecniche per lo studio degli antichi assetti urbanistici e territoriali della città di Spina e del suo retroterra nel Delta padano. Ne intuisce comunque la loro più ampia portata: nell'intuizione di Dinu Adameșteanu le tecniche di aerofotografia diventano strumenti fondamentali per la tutela del territorio: egli se ne servirà per l'individuazione delle aree di interferenza tra i siti di interesse archeologico e i piani di costruzione di grandi opere. Si farà inoltre promotore, attraverso mostre organizzate in Italia e all'estero, delle potenzialità offerte dall'integrazione della ricerca archeologica tradizionale con i metodi di fotografia aerea e di fotointerpretazione.
Grazie a questa sua sensibilità, e ai risultati raggiunti, ottenuta nel 1954 la cittadinanza italiana per meriti scientifici, gli viene affidato nel 1958 l'incarico di creare l'Aerofototeca, sezione staccata del Gabinetto Fotografico Nazionale del Ministero della pubblica istruzione, che lui dirigerà dal 1959 al 1990.
In questo istituto, unico nel suo genere in Europa e in America, sono state raccolte fotografie aeree, planimetriche e stereoscopiche del territorio italiano riprese durante la Seconda guerra mondiale dalle forze aeree italiane, dall'aviazione statunitense, dalla Royal Air Force britannica, e dalla Luftwaffe tedesca, una fonte molto ricca per ricostruire la topografia antica. A queste furono aggiunte quelle derivanti dall'attività dell'Istituto Geografico Militare e dell'Ufficio Tecnico Erariale di Firenze.

#### Soprintendente in Basilicata e Puglia
Nel 1964 si spostò in Lucania, con la nomina al vertice della appena creata Sovrintendenza archeologica della Basilicata: nel periodo trascorso a Potenza Adameșteanu si dedicò, direttamente o in qualità di promotore, agli scavi di Metaponto, Policoro, Matera, Melfi ed Heraclea. I risultati delle ricerche da lui volute nell'area costiera del Mar Ionio, condotte in collaborazione con un team internazionale di archeologi, sono pubblicati nel volume "La Basilicata Antica".
In seguito, nei pochi mesi tra la fine del 1977 e l'aprile 1978, conobbe una breve parentesi come Sovrintendente archeologico della Puglia, distinguendosi per la salvaguardia di alcuni siti archeologici messapici.
Dal 1971 al 1983 fu docente all'Università di Lecce di Etruscologia e antichità italiche, e di topografia dell'Italia antica oltre che direttore dell'Istituto di Archeologia, del Dipartimento di Scienze dell'Antichità, e della Scuola di specializzazione in Archeologia classica e medievale presso la medesima università.

#### Attivismo in campo museale
Una delle principali preoccupazioni di Dinu Adameșteanu fu quella di creare, preservare e sviluppare, l'allestimento di musei nelle stesse zone di rinvenimento. I risultati di questa impostazione si possono vedere in un gran numero di qualificanti iniziative e nella rete diffusa di strutture museali di pregio della regione: a Metaponto, ad esempio, l'intervento sul locale Antiquarium servì a trasformarlo in Museo nazionale, una struttura espositiva conosciuta come Museo archeologico nazionale di Metaponto; a Policoro furono gettate su sua iniziativa le basi di una nuova esposizione museale, anch'essa di rango nazionale, nota come Museo archeologico nazionale della Siritide. A Melfi fu creato il Museo Nazionale del Melfese, ospitato nel castello normanno.

#### Affiliazioni scientifiche e onorificenze
Dinu Adameșteanu è stato membro di un gran numero di istituzioni scientifiche. Ha ricevuto nel 1975 il Premio Feltrinelli dell'Accademia nazionale dei Lincei; il "premio Basilicata" per la saggistica (1975); la medaglia d'oro con diploma di prima
classe di Benemerito della Scuola, della Cultura e dell'Arte, dal Ministero
per i Beni Culturali e Ambientali (1982); il premio "Una vita per la Lucania"
l (1986); il premio LucaniaOro per la Cultura, dall'Amministrazione Comunale di Pomarico (1987); il premio letterario "Carlo Levi" (2000); La Légion d'honneur dalla Repubblica Francese; la Stella della Repubblica di Romania (2003).

Adameșteanu negli ultimi anni della sua vita

Fu socio corrispondente della Pontificia accademia romana di archeologia, dell'"Accademia di Archeologia Italiana", dell'"Istituto archeologico germanico"; fu "Honorable Fellow della British School di Roma, membro onorario dell'Accademia delle Scienze di Romania, ecc.
Il 21 gennaio 2004, il professor Dinu Adameșteanu è morto nella sua casa di Policoro. Il 20 maggio del 2005 è stato inaugurato, e dedicato alla sua memoria, il Museo archeologico nazionale della Basilicata "Dinu Adameșteanu", ubicato nel palazzo Loffredo di Potenza.

### Ulteriori letture
- AA.VV., Attività archeologica in Basilicata 1964-1977. Scritti in onore di Dinu Adameșteanu, Matera, 1980
- AA.VV., Studi in onore di Dinu Adameșteanu, Galatina, 1983.